# Antoine Farès Bounajem
Antoine Farès Bounajem (* 10. August 1967 in Harharaya-Kattine) ist ein libanesischer Geistlicher und maronitischer Erzbischof von Antelien.

## Leben
Antoine Farès Bounajem besuchte das Kolleg St. George in Zalka und das Kleine Seminar in Ghazir. Anschließend studierte er bis 1992 Philosophie und Katholische Theologie an der Heilig-Geist-Universität Kaslik. Bounajem wurde im Dezember 1993 zum Diakon geweiht und empfing am 10. Juli 1994 durch den maronitischen Erzbischof von Antelien, Joseph Mohsen Béchara, das Sakrament der Priesterweihe für die Erzeparchie Antelien. 1999 erwarb er am Institut Catholique de Paris ein Lizenziat im Fach Katholische Theologie mit Spezialisierung im Bereich Katechetik.
Anschließend war Antoine Farès Bounajem zunächst als Seelsorger in verschiedenen Pfarreien tätig, bevor er Pfarrer sowie Synkellos für die Katechese und die Jugendpastoral wurde. Daneben wirkte er als Kaplan der Pfadfinder und für mehrere Gebetsgruppen.
Am 3. März 2021 bestätigte Papst Franziskus die durch die Synode der maronitischen Bischöfe erfolgte Wahl Bounajems zum Erzbischof von Antelien. Der Maronitische Patriarch von Antiochien und des ganzen Orients, Béchara Pierre Kardinal Raï OMM, spendete ihm am 9. April desselben Jahres in Bkerke die Bischofsweihe; Mitkonsekratoren waren der Kurienbischof im Maronitischen Patriarchat von Antiochien, Antoine Aukar OAM, der maronitische Bischof von Sidon, Maroun Ammar, und der emeritierte Kurienbischof im Maronitischen Patriarchat von Antiochien, Paul Nabil El-Sayah, sowie der Bischof der Eparchie Verkündigung des Herrn Ibadan, Simon Faddoul. Die Amtseinführung erfolgte einen Tag später.